# بولاريس سلينغشوت

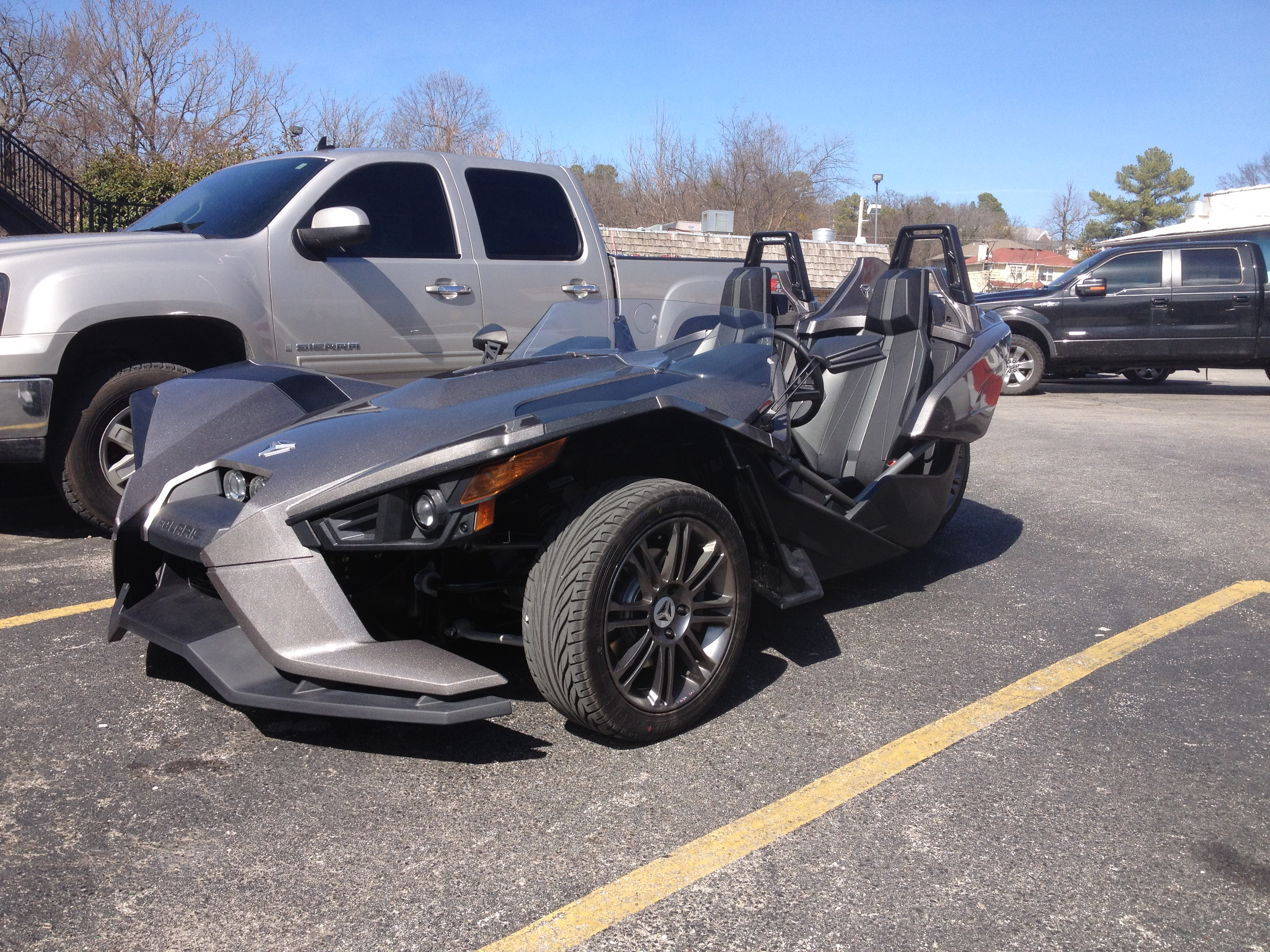
Polaris Slingshot in فايتفيل, US

بولاريس سلينغشوت (بالإنجليزية: Polaris Slingshot ) هي سيارة ذات ثلاثة عجلات . تقول عنها الشركة المصنعة: أنها ليست سيارة، وليست دراجة نارية . وقامت بعرضها في الأسواق في كموديل عام 2014 و 2015 .
تصنعها شركة بولاريس إندستريز التي تعتبرها دراجة نارية ذات ثلاثة عجلات . تتميز بعجلة قيادة صغيرة ومقاعد دلوية متجاورة, وهي لا تميل. المقاعد مؤمنة بأحزمة وقاية ثلاثية النقاط في شكل حرف Y ولا يوجد بها وسائد هوائية ولا منطقة تغضن. من المفترض أن يلبس السائق ومرافقوه خوذات على رؤوسهم .
لا يوجد للسيارة سقف ولا أبواب ولا نوافذ جانبية. تحمي السائق من الأمام زجاج أمامي، ويعتبر هذا الزجاج الأمامي طلب خاص يضاف إلى الموديل الأساسي. السيارة SL مزودة بزجاج أمامي . كل وسائل القيادة مثل عجلة القيادة وذراع القيادة ودواسات البنزين والكبح وغيرها، توجد في مواضعها المعتادة في السيارات العادية.
تزن السيارة بولاريس سليغشوت نحو 750 كيلوجرام ويحركها محرك 4و2 لتر من جي إم إيكوتيك GM Ecotec.
كان هذا المحرك يستخدم من قبل في سياراتي Pontiac Solstice و Saturn Sky .

## خصائصها
بولاريس سلينغشوت موديل 2015 تعمل بـ 5 مراحل تتغير يدويا. الموديل الأساسي لها ذو عجلتين أماميتين 17 بوصة، وعجلة خلفية 18 بوصة. إما الموديلات Slingshot SL و SL LE Edition فلهم عجلات أمامية 18«وعجلة خلفية 20» . http://www.polaris.com/en-us/slingshot/choose
- المحرك : 4 أسطوانات، 175 بي إس
- طول السيارة : 80و3 متر
- عرض السيارة : 97و1 متر
- الوزن : 786 كيلوجرام
- أقصى سرعة : 220 كيلومتر في الساعة
- من 0 - 100 كيلومتر/الساعة : 7و5 ثانية
- الاستهلاك : 8 لتر&100 كيلومتر